# Nèfele (nimfa)
Segons la mitologia grega, Nèfele (en grec antic Νεφέλη "núvol"), va ser una nimfa filla d'Oceà.
Es casà amb Atamant i fou mare de Frixos i d'Hel·le. Després el marit la va repudiar per casar-se amb Ino. Quan els seus fills estaven a punt de ser sacrificats, els va salvar enviant-los el moltó del velló d'or, animal prodigiós capaç de volar.
Nèfele s'aplica de vegades en sentit propi, i llavors designa el núvol màgic que Zeus va modelar semblant a Hera per confondre el desigs criminals d'Ixíon. Unida amb ell va engendrar els centaures.